# Донбасс Эквицентр
«Донбасс Эквицентр» — конно-спортивный центр в Донецке был основан на базе конноспортивного клуба «Пегас» в 2008 году. Находился в Петровском районе Донецка Адрес: ул. Петровского, 345. Центр был ориентирован на профессиональный конный спорт. Команда «Донбасс Эквицентра» участвовала в национальных и международных соревнованиях по конкуру и выездке. С 2009 года на базе центра проводились турниры по конкуру.
Арена «Донбасс Эквицентра» была рассчитана на проведение национальных и международных турниров, а инфраструктура центра включала турнирное и разминочное поля с песочным покрытием, 3 стационарных конюшни, крытый манеж; летние денники на 250 лошадей. На трибунах могли разместиться около 1000 зрителей.
В 2009—2011 годах в «Донбасс Эквицентре» прошла серия турниров по конкуру национального и международного уровня «Донбасс Тур».
В 2012 году впервые на Украине был проведён международный турнир уровня 5 звезд, также являвшийся этапом Кубка Мира по конкуру — «Донбасс Тур CSI5*-W 2012».